# Karel II van Brunswijk
Karel Frederik August Willem (Brunswijk, 30 oktober 1804 - Genève, 18 augustus 1873), bijgenaamd de Diamantenhertog, was van 1815 tot 1830 hertog van Brunswijk. Soms wordt hij Karel III genoemd, zijn grootvader Karel Willem Ferdinand geldt dan als Karel II.

## Jeugd
Karel was de oudste zoon van de Zwarte Hertog Frederik Willem en van Maria van Baden, dochter van Karel Lodewijk van Baden. Zijn moeder vluchtte samen met hem en zijn jongere broer Willem na de Slag bij Jena in oktober 1806 naar Zweden en vervolgens naar Bruchsal, waar zij op 20 april 1808 stierf. Hierop liet zijn grootmoeder Augusta (zuster van de Britse koning George III) hem naar Engeland overbrengen.
Nadat zijn vader in de Slag bij Quatre-Bras (1815) was gesneuveld, volgde hij die als Karel II op. Vanwege zijn jonge leeftijd regeerden de Britse prins-regent (de latere George IV), de geheimraad Justus von Schmidt-Phiseldeck en Ernst zu Münster-Ledenburg namens hem vooralsnog het land.
Hij gaf al vroeg blijk van karaktertrekken als geldzucht, halsstarrigheid, trots en een hang naar losbandigheid. Daarom werd hij eerst naar Lausanne gezonden, waar hij een losbandig leven leidde, daarna naar Bruchsal en ten slotte naar Wenen. Daar verbleef hij tot de regentschapsraad - uiteindelijk pas op aandringen van Metternich - op 30 oktober 1823 de regering aan hem overdroeg.

## Heerschappij
Karels beleid werd gekenmerkt door willekeur, verkwisting van overheidsgeld, het treiteren van ambtenaren en conflicten met de Staten. Hij betwistte de rechtmatigheid van de in 1820 uitgevaardigde grondwet en maakte zich zo gehaat dat het volk uiteindelijk in opstand kwam.
Toen hij op 30 september 1830 Rossini's opera Otello verliet, wierpen mensen stenen naar zijn koets. De gehele nacht belegerde men zijn slot en uiteindelijk werd het in brand gestoken. Hij vluchtte en trachtte later nog zijn volk voor zich te winnen door een geldbedrag en een liberaler beleid te beloven, maar werd, omdat hij weigerde troonsafstand te doen, in december door de landdag en met instemming van de Bondsdag afgezet. Hierop aanvaardde zijn broer Willem de regering, aanvankelijk als regent, sinds 20 april 1831 als hertog.
Deze revolutie - die tegen de persoon Karel II was gericht en niet zozeer tegen het monarchale systeem zelf - was de enige volksopstand in het 19e-eeuwse Duitsland die zijn doel bereikte.

## Ballingschap
Karel begaf zich hierop naar Parijs, waar hij zich na enige omzwervingen naar Spanje en Londen uiteindelijk vestigde. Hij stond hier op vertrouwelijke voet met Jérôme Bonaparte, die van 1807 tot 1813 over Brunswijk had geregeerd (als deel van het Koninkrijk Westfalen), en raakte verwikkeld in verschillende spectaculaire processen. Zijn hoop op herovering van zijn land had hij gevestigd op Napoleon III, wiens staatsgreep hij financieel royaal steunde.
In 1870 verhuisde hij naar Genève, waar hij zich door ijdelheid en gierigheid belachelijk maakte. Hij stierf op 18 augustus 1873 ongehuwd en zonder zich ooit met zijn broer verzoend te hebben. Zijn niet onaanzienlijke en voornamelijk uit diamanten bestaande vermogen - vandaar zijn spottende bijnaam - van circa 20 miljoen Zwitserse frank vermaakte hij aan de stad Genève op voorwaarde dat men een groot ruiterstandbeeld van hem zou oprichten. Dit monument in brons van Auguste Cain werd in 1879 onthuld.

## Voorvaderen
| Karel II van Brunswijk             | Karel II van Brunswijk                                                                                     | Karel II van Brunswijk                                                                                     | Karel II van Brunswijk | Karel II van Brunswijk | Karel II van Brunswijk                                                           | Karel II van Brunswijk                                                           | Karel II van Brunswijk                                                                              | Karel II van Brunswijk                                                         |
| ---------------------------------- | --- | --- | --- | --- | -------------------------------------------------------------------------------- | -------------------------------------------------------------------------------- | --------------------------------------------------------------------------------------------------- | ------------------------------------------------------------------------------ |
| Overgrootouders                    | Karel I van Brunswijk-Wolfenbüttel (1713–1780) ∞ Charlotte van Pruisen (1716–1801)                         | Karel I van Brunswijk-Wolfenbüttel (1713–1780) ∞ Charlotte van Pruisen (1716–1801)                         | Prins Frederik van Groot-Brittannië, prins van Wales (1707-1751) ∞ 1736 Prinses Augusta van Saksen-Gotha-Altenburg (1719-1772) | Prins Frederik van Groot-Brittannië, prins van Wales (1707-1751) ∞ 1736 Prinses Augusta van Saksen-Gotha-Altenburg (1719-1772) | Karel Frederik van Baden (1728–1811) ⚭ 1769 Karoline Luise von Baden (1723-1783) | Karel Frederik van Baden (1728–1811) ⚭ 1769 Karoline Luise von Baden (1723-1783) | Lodewijk IX van Hessen-Darmstadt (1719-1790) ⚭ Henriëtte Caroline van Palts-Zweibrücken (1721-1774) |                                                                                |
| Grootouders                        | Karel Willem Ferdinand van Brunswijk-Wolfenbüttel (1735–1806) ∞ Augusta Frederika van Hannover (1737-1813) | Karel Willem Ferdinand van Brunswijk-Wolfenbüttel (1735–1806) ∞ Augusta Frederika van Hannover (1737-1813) | Karel Willem Ferdinand van Brunswijk-Wolfenbüttel (1735–1806) ∞ Augusta Frederika van Hannover (1737-1813)                     | Karel Willem Ferdinand van Brunswijk-Wolfenbüttel (1735–1806) ∞ Augusta Frederika van Hannover (1737-1813)                     | Karel Lodewijk van Baden (1755-1801) ∞ Amalia van Hessen-Darmstadt (1754–1832)   | Karel Lodewijk van Baden (1755-1801) ∞ Amalia van Hessen-Darmstadt (1754–1832)   | Karel Lodewijk van Baden (1755-1801) ∞ Amalia van Hessen-Darmstadt (1754–1832)                      | Karel Lodewijk van Baden (1755-1801) ∞ Amalia van Hessen-Darmstadt (1754–1832) |
| Ouders                             | Frederik Willem van Brunswijk (1771–1815) ∞ Maria van Baden (1782-1808)                                    | Frederik Willem van Brunswijk (1771–1815) ∞ Maria van Baden (1782-1808)                                    | Frederik Willem van Brunswijk (1771–1815) ∞ Maria van Baden (1782-1808)                                                        | Frederik Willem van Brunswijk (1771–1815) ∞ Maria van Baden (1782-1808)                                                        | Frederik Willem van Brunswijk (1771–1815) ∞ Maria van Baden (1782-1808)          | Frederik Willem van Brunswijk (1771–1815) ∞ Maria van Baden (1782-1808)          | Frederik Willem van Brunswijk (1771–1815) ∞ Maria van Baden (1782-1808)                             | Frederik Willem van Brunswijk (1771–1815) ∞ Maria van Baden (1782-1808)        |
| Karel II van Brunswijk (1804–1873) | | | | |                                                                                  |                                                                                  | |                                                                                |